# Catharodesmus trifidus
Catharodesmus trifidus är en mångfotingart som först beskrevs av Filippo Silvestri 1897.  Catharodesmus trifidus ingår i släktet Catharodesmus och familjen Chelodesmidae. Inga underarter finns listade i Catalogue of Life.